# Pontevedra (Cápiz)
Pour les articles homonymes, voir Pontevedra (homonymie).
Pontevedra est une municipalité de la province de Cápiz, aux Philippines. En 2015, la localité compte 46 428 habitants.